# 鈴木隆宏
```
|氏名             = 鈴木 隆宏

|ふりがな         = すずき たかひろ

|生年月日         = 
 (
1990-03-12
) 
1990年
3月12日
（34歳）

|生誕地           = 
 
群馬県
甘楽町

|職業             = 
レーシングドライバー

|国籍             = 
 
日本

|出身校           = 甘楽町立第一中学校 
群馬県立富岡実業高校
```

鈴木 隆宏（すずき たかひろ、1990年3月12日 - ）は、日本のラリードライバー、ラリーコ・ドライバー群馬県甘楽町出身。O型。群馬県立富岡実業高校卒。

## 経歴

### レース活動
2016年国内ラリー地方戦よりドライバーとして参戦。2017年よりteam Kazu motersportサポートマネージャーとして参加。
2018年 全日本ラリー選手権 第48回 M.C.S.Cラリーハイランドマスターズ2018より、全日本ラリー選手権へteam Kazu motersportコ・ドライバーとして参戦。初出場 JN2クラス 第2位。
2019年全日本ラリー選手権 MONTRE2019 参戦。

## 出演

### ラジオ
ラジオ高崎 (2018年)